# Musée Paul-Valéry
Le musée Paul Valéry est un musée de la ville de Sète, situé sur le flanc du mont Saint-Clair, au-dessus du cimetière marin de Sète où repose Paul Valéry.

## Histoire
Conçu par l'architecte Guy Guillaume, le musée est constitué principalement de béton et de verre et d'inspiration résolument corbuséenne. Il est inauguré en novembre 1970. 
D'importants travaux de rénovation ont eu lieu avant réouverture le 18 juin 2010.

## Les œuvres
Le musée regroupe près de 4 000 œuvres, du XIXe siècle à nos jours. Il possède un fonds de l'artiste Paul Valéry, où sont regroupés près de 300 œuvres de l'artiste dont 80 manuscrits (notamment celui de son poème Le Cimetière marin) mais également un fond sur les arts et traditions populaires qui contient de nombreuses représentations de joutes nautiques, intimement liées à la ville de Sète.

### Peintures duXVIIesiècle
- Vue d’un port méridional, huile sur toile 117,8 × 162,5 cm, d'Abraham Storck (1635 - 1710)

### Peintures duXIXesiècle
- Jeune Romain, 1849, huile sur toile 60 × 48 cm, d'Alexandre Cabanel (1823 - 1889)
- Philoctète abandonné à l'île de Lemnos, huile sur toile 114 × 244 cm, de Pierre Cabanel (1838 - 1918)
- Mer calme à Palavas, 1857, huile sur toile 74 × 93 cm, de Gustave Courbet (1819 - 1877)
- Le Sac de Rome en 410 par les Vandales, 1890, huile sur toile 197 × 130 cm, de Joseph Noël Sylvestre (1847 - 1926)
- Le Lavoir de Saint Pierre, 1881, huile sur toile, 130 × 97 cm, de Gaston Marquet (1848-?)
- Le Rétamage, 1884, huile sur toile 155 × 206 cm en 1884, de Marius Roy (1833-1921)
- Déjeuner du violoneux, 1890, huile sur toile 80 × 64 cm, de Toussaint Roussy (1847 - 1931)
- Port de Cette, 1891, huile sur toile 110 × 210 cm, de Robert Mols (1848 - 1903)
- L’Entrée du port de Cette, 1892, huile sur toile 81 × 122 cm, de Jules Troncy (1855 - 1915)

### Peintures duXXeetXXIesiècles
- Femmes lisant dans un paysage, 1904, huile sur toile 35,1 × 27,3 cm, de Maurice Marinot (1882 - 1960)
- Voiliers à Sète, 1924, huile sur toile 64 × 80 cm, d'Albert Marquet (1875 - 1947)
- Fernande, huile sur toile 205 × 256 cm, de Robert Combas (1957-)
- Grandrieu - Lozère, 1943, huile sur toile 26,9 × 34,9 cm, de Georges Dezeuze (1905 - 2004)
- Hélène au chapeau blanc, 1945, huile sur toile 81 × 65 cm, de François Desnoyer (1894 - 1972)
- Le Cargo noir à Sainte-Adresse, 1949-1952, huile sur panneau 40,9 × 51 cm, de Raoul Dufy (1877 - 1953)
- Le Mont Saint-Clair à Sète, huile sur toile 41 × 33 cm, de François Desnoyer (1894 - 1972)
- Le Port de Sète, 1948, huile sur toile 54,5 × 82 cm, de François Desnoyer (1894 - 1972)
- Le Souk d’Alep, 1949, huile sur toile 130 × 195 cm, de Gabriel Couderc (1905 - 1994)
- Concentré sétois, 1987, huile sur toile 200 × 250 cm, d'Hervé Di Rosa (1957-)
- Les Joutes, 1992, huile sur toile 81 × 65 cm, d'Hervé Di Rosa (1957-)
- Le Contournement de Sète par Hannibal, 2000, acrylique et huile sur toile 200 × 240 cm, de Robert Combas (1957-)
- Portrait de Paul Valery, 2014, acrylique sur toile par Cyril de La Patellière (1950-)
- Sans titre, acrylique et technique mixte sur toile 190 × 210 cm, de Raoul Dufy (1962-)
- N°410, acrylique et technique mixte sur toile 150 × 200 cm, Pierre-Luc Poujol (1963-)

### Fonds Paul Valéry
- Autoportrait, huile sur contreplaqué 33 × 27 cm, de Paul Valéry (1871 - 1945)
- Premier manuscrit du Cimetière Marin de Paul Valéry

### Département d’Arts et Traditions Populaires
Collection thématique sur les joutes nautiques : peintures, costumes, lances, pavois, instruments de musique, gravures et maquettes de bateaux (du XVIIIe et XXe siècles).
- La Fête de la Saint-Louis en 1850, huile sur toile 70 x 118 cm, EGO
- Les Joutes sétoises, 1950, huile sur bois 32,8 × 40,9 cm, de François Desnoyer (1894 - 1972)
- Les Joutes sétoises, 1950, huile sur toile 65 × 92 cm, de Gabriel Couderc (1905 - 1994)
- Les Joutes à Sète, 1982, huile sur toile 50 × 65 cm, de Pierre François (1935 - 2007)

### Sculptures
- Psyché sous l'empire du mystère (1889) par la sculptrice Hélène Bertaux (1825 - 1909).

### Galerie

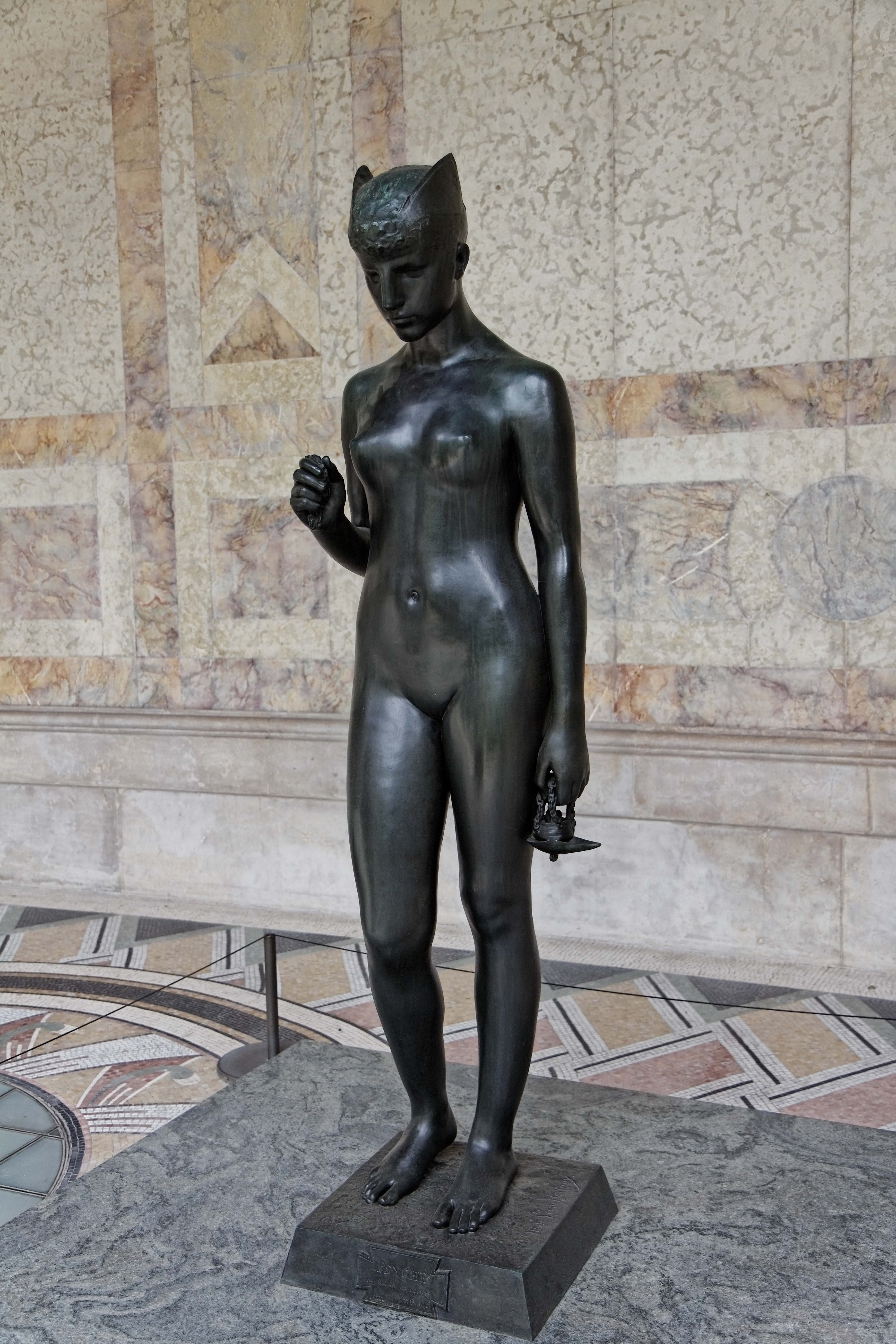
Psyché sous l'empire du mystère (1889), Hélène Bertaux.
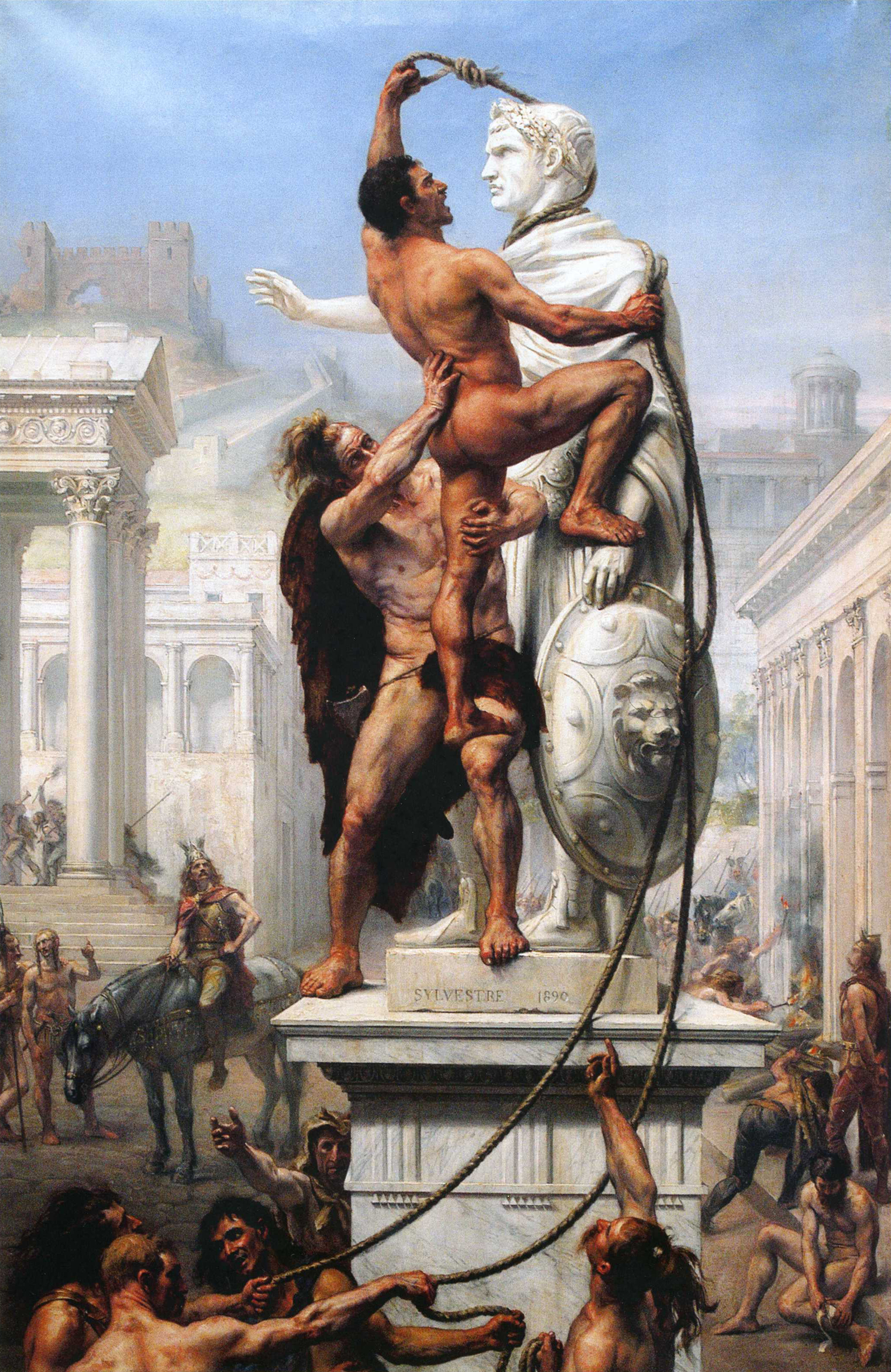
Le sac de Rome en 410 par les Vandales (1890), Joseph-Noël Sylvestre.
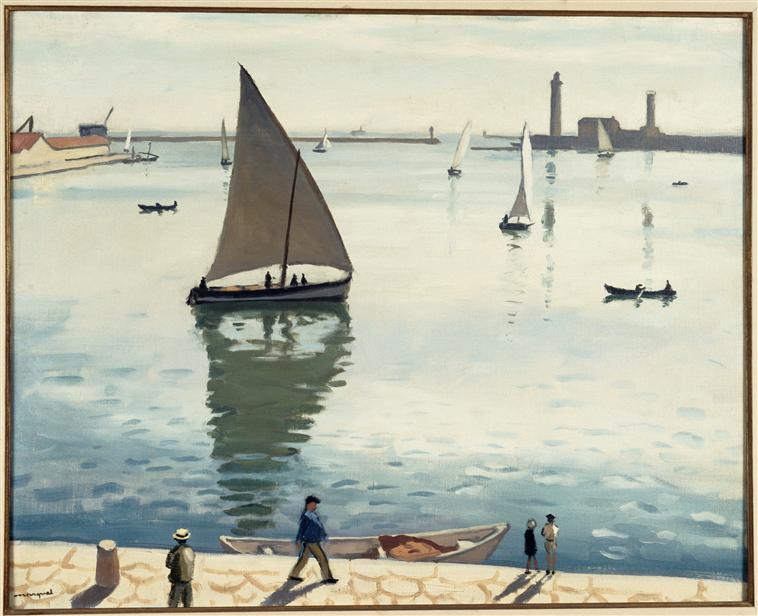
Voiliers à Sète (1924), Albert Marquet.